# Jesús Herrera Jaime
Jesús Herrera Jaime (Artemisa, 4 de abril de 1994) é um jogador de voleibol cubano que atua na posição de oposto, com marca de alcance de 345 cm no ataque e 333 cm no bloqueio que conquistou a medalha de prata nos Jogos Pan-Americanos de Lima em 2019.

## Carreira
A carreira profissional iniciou na temporada 2017–18 no Artemisa Vóley, canhoto, transferindo-se para o time argentino Club Obras Sanitarias (San Juan) e disputar as competições do período de 2018–19 e conquistou o título da Copa ACLAV realizada em Morón e obteve a medalha de bronze na edição do Campeonato Sul-Americano de Clubes de 2019 em Belo Horizonte e foi premiado nesta edição como melhor oposto, também sagrou-se vice-campeão da Liga A1 Argentina de 2018–19 e foi premiado como melhor oposto.
Em 2019 foi anunciado como reforço do time argentino Bolívar Vóley para a jornada 2019–20 e representou a seleção cubana na conquista do vice-campeonato na Challenger Cup realizada em Liubliana, representou seu país na edição dos Jogos Pan-Americanos de 2019 em Lima quando conquistou a medalha de prata.

## Títulos e resultados

### Títulos
Obras San Juan Voley
- Copa Argentina: 2018

Bolívar Voley
- Supercopa Argentina: 2019

Chaumont Volley-Ball 52
- Copa da França: 2021–22
- Supercopa Argentina: 2021

Sir Safety Perugia
- Mundial de Clubes: 2022, 2023
- Campeonato Italiano: 2023–24
- Copa Itália: 2023–24
- Supercopa Italiana: 2022, 2023, 2024

### Resultados
- Copa Libertadores: 2020
- Campeonato Argentino: 2018–19
- Campeonato Sul-Americano de Clubes: 2019

## Clubes
| Anos      | Clube                   |
| --------- | ----------------------- |
| 2017–2018 | Artemisa                |
| 2018–2019 | Obras San Juan Voley    |
| 2019–2020 | Bolívar Voley           |
| 2020–2022 | Chaumont Volley-Ball 52 |
| 2022–     | Sir Susa Vim Perugia    |

## Premiações individuais
- 2019: Campeonato Argentino – Melhor oposto
- 2019: Campeonato Sul-Americano de Clubes – Melhor oposto
- 2020: Copa Libertadores – Melhor oposto
- 2022: Copa Pan-Americana – Melhor oposto